# Opel Olympia
Opel Olympia – to mały samochód rodzinny produkowany przez firmę Opel z przerwami od 1935 roku do 1970 roku. Pierwsza seria od 1935 do 1940 roku, druga od 1947 do 1953 r. i ostatnia od 1967 do 1970 roku.
Samochód po raz pierwszy pokazany został w lutym 1935 w Berlinie na Motor Show. Opel nazwał ten model "Olympia" aby uczcić planowane na 1936 rok Igrzyska Olimpijskie w Berlinie. Był to pierwszy masowo produkowany samochód z nadwoziem samonośnym w Niemczech. Nowoczesnym zabiegiem stylistycznym było połączenie reflektorów z maską silnika. Samochód kosztował wówczas 2500 marek. Od 1935 do 1937 Olympia miała montowany silnik o pojemności 1,3 l. W modelu Olympia OL38 produkowanym w latach 1937 - 1940 wprowadzono jednostkę o pojemności 1,5 l.

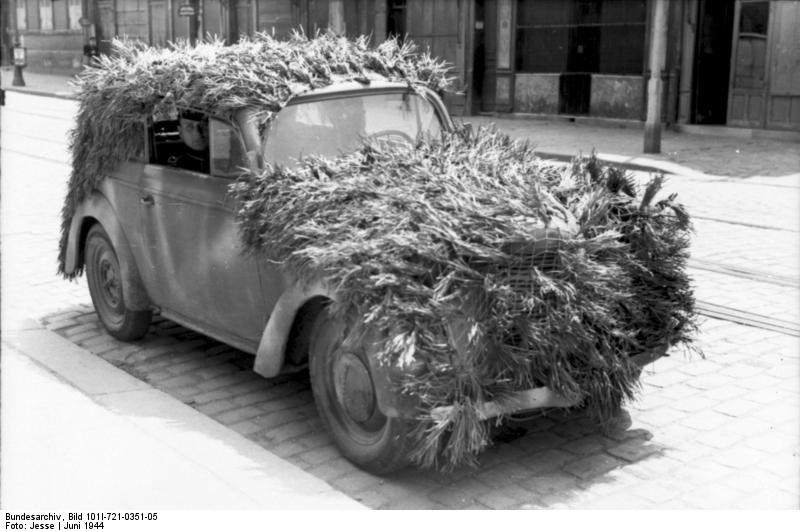
Opel Olympia- jako pojazd Wehrmachtu rok 1944

Silnik o pojemności 1,3 l. był jednostką czterocylindrową o mocy 24 KM i prędkości maksymalnej 95 km/h. Posiadał napęd na tylne koła, trzystopniową skrzynię biegów, miał niezależne zawieszenie z przodu, a z tyłu półeliptyczne resory piórowe. Samochód był dostępny w dwóch wersjach, jako dwudrzwiowy sedan oraz dwudrzwiowy kabriolet.
Oznaczenie modeli:
- Olympia LZ - dwudrzwiowy, czteromiejscowy sedan.
- Olympia CL - dwudrzwiowy, czteromiejscowy kabriolet.
- Opel Olympia OL38 był produkowany w dwóch seriach: od 1937 do 1940 i od 1947 do 1949.

w 1937 roku wprowadzono silnik czterocylindrowy o pojemności 1488 cm3 i mocy 37 KM, osiągał prędkość maksymalną 112 km/h. Oprócz wersji Olympia LZ i Olympia CL od 1937 oferowano jeszcze jedna wersję:
- LV- był to czterodrzwiowy, sześcioosobowy sedan.

W czasie wojny zakład Opla w Rüsselsheim am Main został poważnie uszkodzony przez alianckie ataki bombowe.
Po odbudowie, produkcja Olympii ponownie rozpoczęła się pod koniec 1947 roku.
Model Olympia OL 38 był produkowany bez zmian do roku 1949. Wyprodukowano ogółem 25.952 egzemplarzy Olympia OL 38.

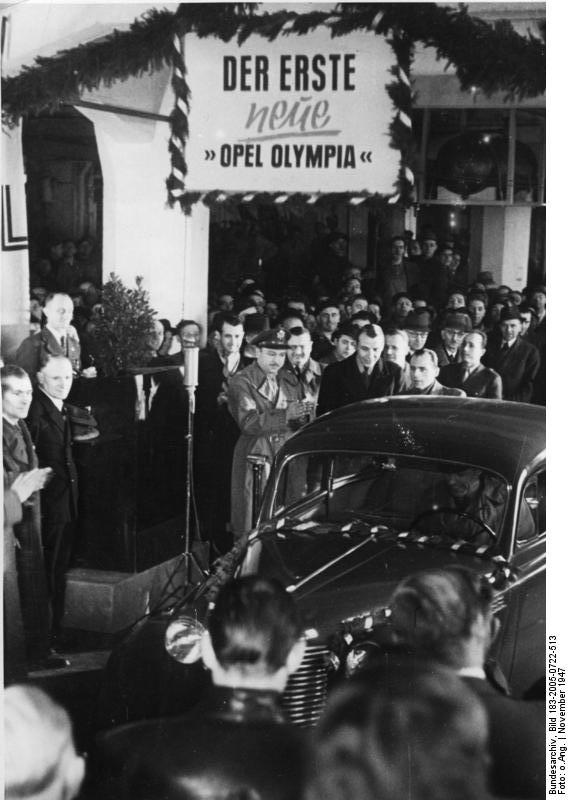
Wznowienie produkcji Opel Olympia- Rüsselsheim am Main 1947

W styczniu 1950 roku zmodernizowano karoserię Olympii, ale cała konstrukcja pozostała w praktyce taka sama jak w 1935 roku. W ciągu trzech lat produkcji, wyprodukowano około 160.000 sztuk, w wersjach: 2-drzwiowy sedan, 2-drzwiowy kabriolet oraz 2-drzwiowe kombi. W 1952 roku cena wynosiła 6400 marek (równowartość 1600 dolarów).

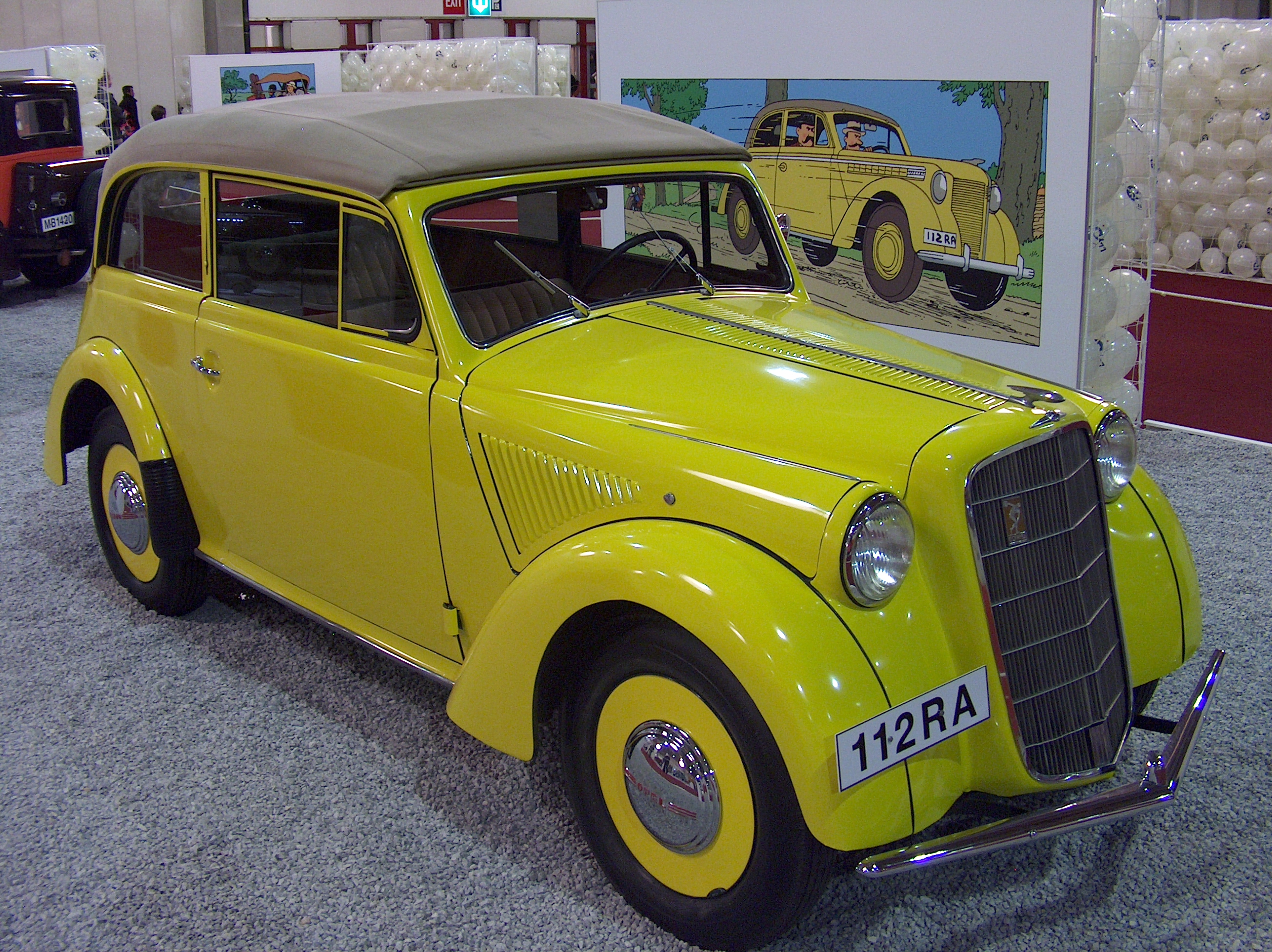
Opel Olympia cabriolet 1935
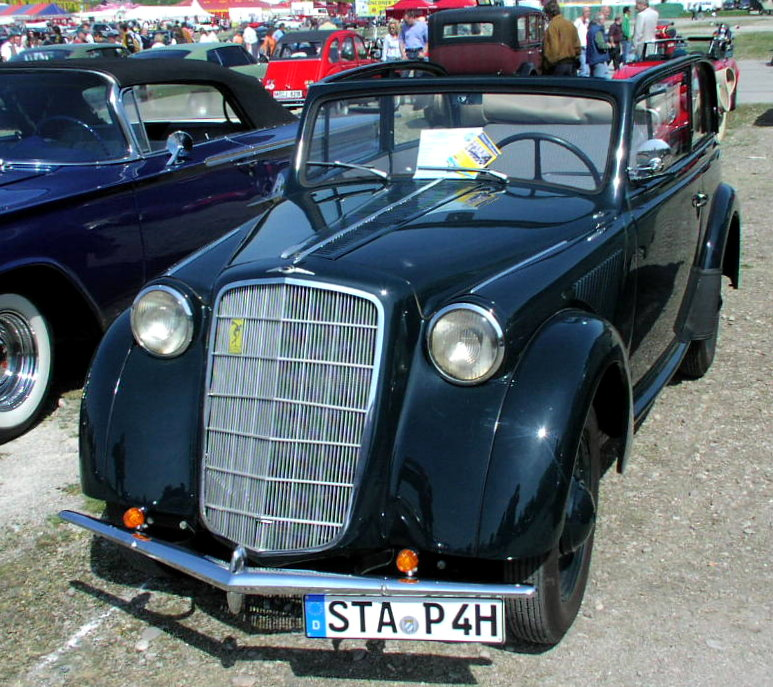
Opel Olympia 1936
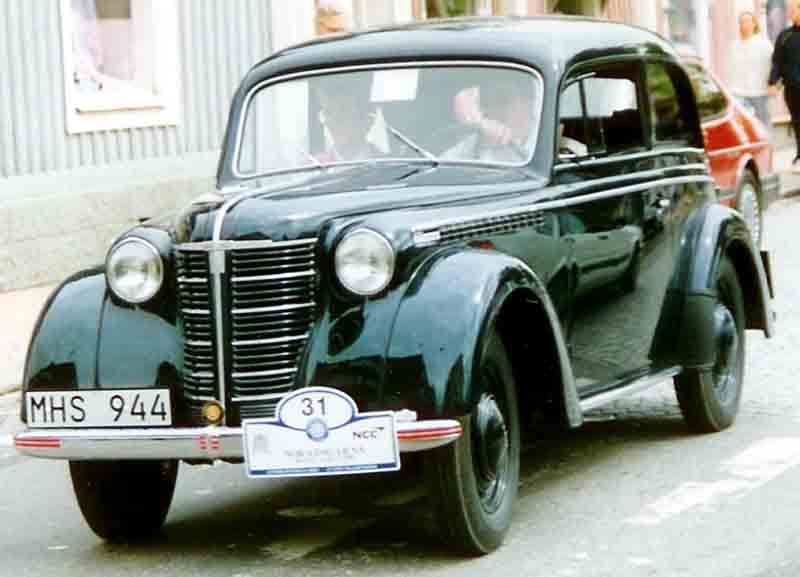
Opel Olympia De Luxe wersja 1939

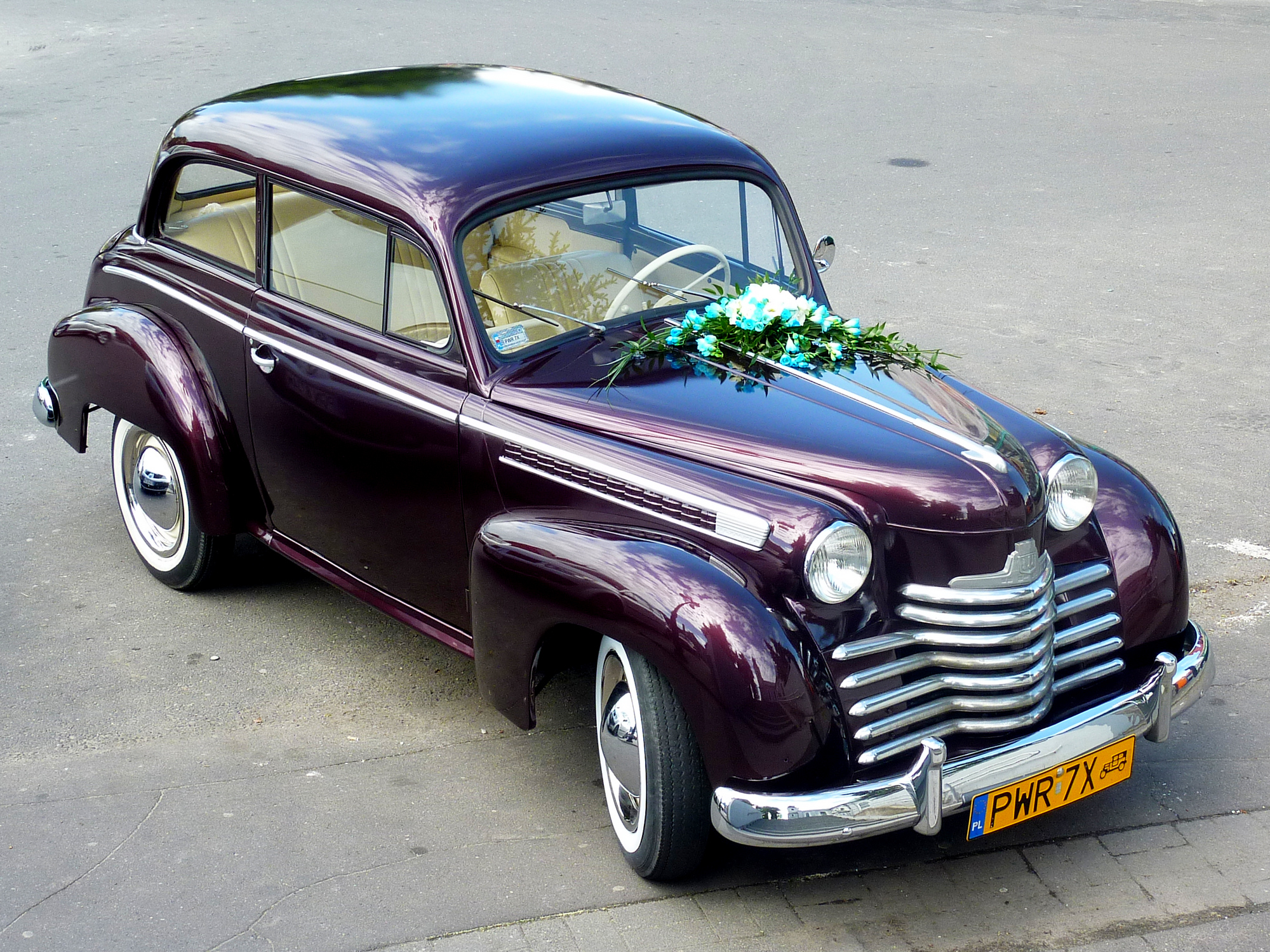
Opel Olympia 1953
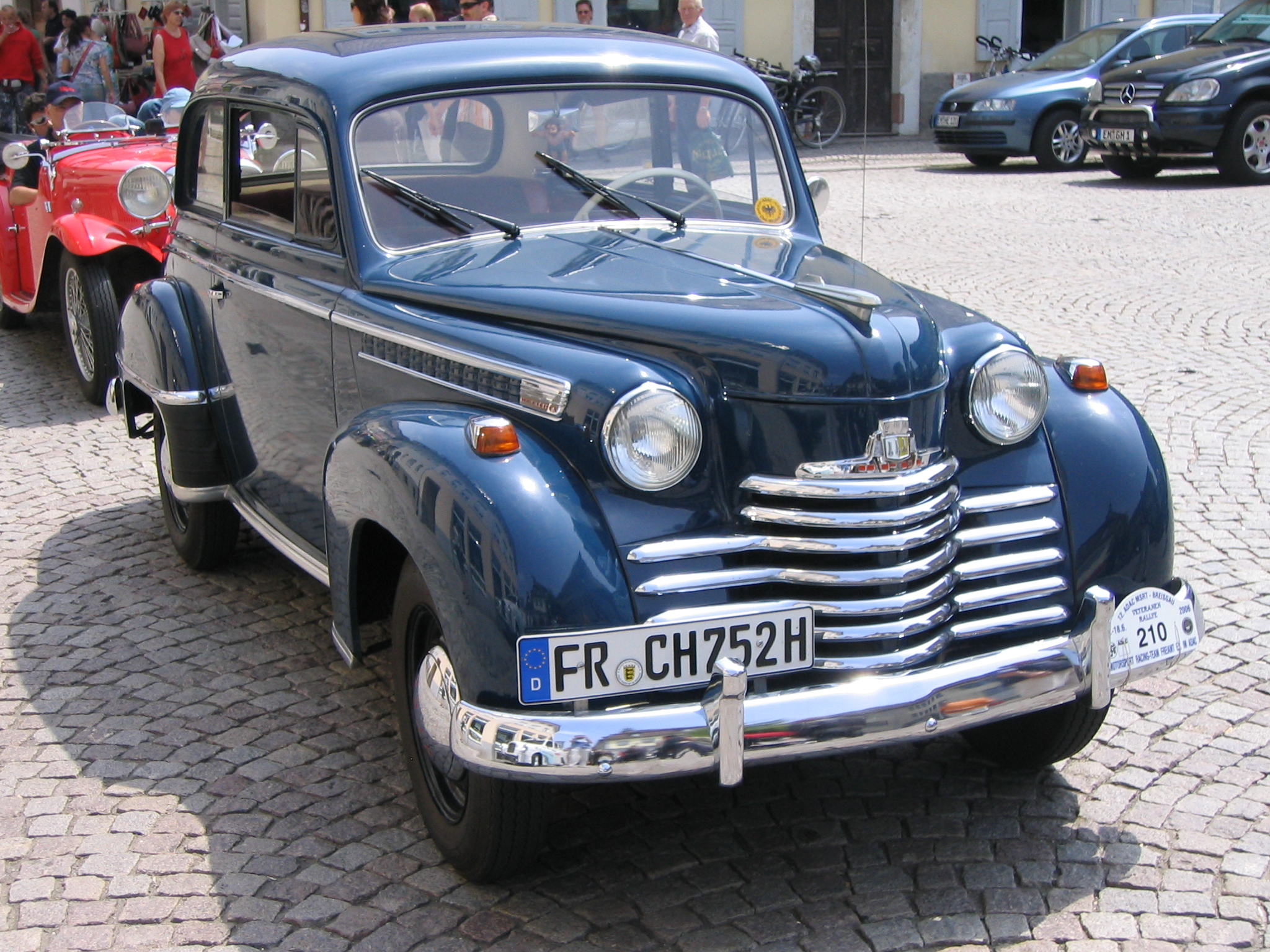
Opel Olympia 1950
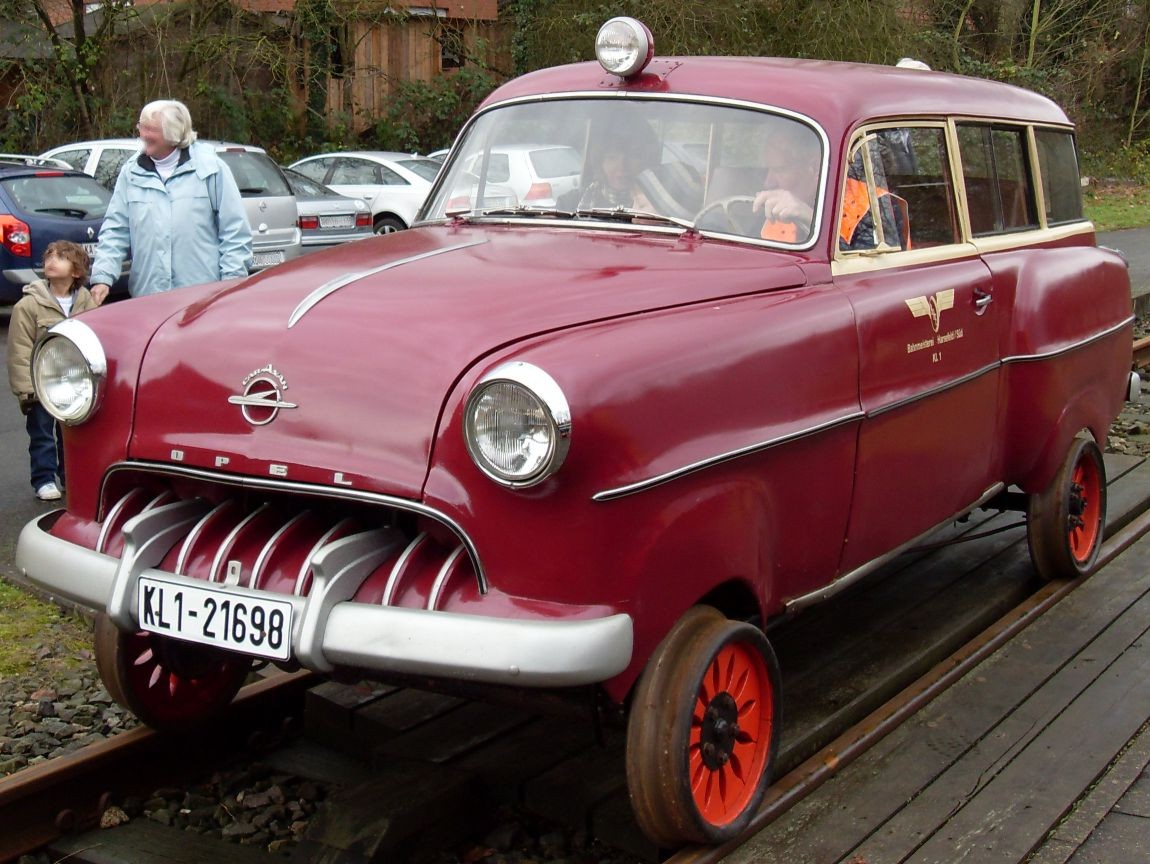
Opel Olympia- pojazd szynowy 1953

W marcu 1953 roku, po 18 latach, stary projekt Olympia ostatecznie zastąpiono przez całkowicie nowy model. Nowy model nazwano Opel Olympia Rekord.
Nazwa Olympia została reaktywowana w 1967 roku. Jednak była to już tylko nazwa bardziej luksusowej i nieco nowocześniejszej wersji Opla Kadetta, z silnikami o pojemności 1100 cm³ i mocy 60 KM, 1700 cm³ i mocy 75 KM i 1900 cm³ i mocy 90 KM. Jednak model nie cieszył się wielkim powodzeniem i w 1970 roku zrezygnowano z jego produkcji, zastąpić go miał zupełnie nowy model Opel Ascona.